# Vyvraždění Slavníkovců
Vyvraždění Slavníkovců byl násilný akt, při němž čeští velmožové 28. září 995 povraždili v Libici členy významného rodu Slavníkovců. Přežili jen Soběslav, Vojtěch a jejich nevlastní bratr Radim. Podle starších podání byl tento akt považován za událost, při níž vznikl český stát, ten už ale existoval a šlo tak spíše o jednu epizodu provázející jeho formování. Podobných incidentů se ale během tohoto formování událo více, jen o nich nejsou jiné než archeologické doklady.

## Průběh krveprolití
Dne 28. září 995 slavil rod Slavníkovců na svém hradišti v Libici nad Cidlinou významný svátek, den svatého Václava. Ten byl přesně před 60 lety zavražděn ve Staré Boleslavi. Během této oslavy na hrad vtrhli čeští velmožové a v okolí kostela povraždili všechny jeho přítomné členy.
Krveprolití přežil ze Slavníkovců jen Soběslav, Vojtěch, který zrovna podruhé odešel z Čech, do nichž se už nevrátil a zanevřel na ně, a jejich nevlastní bratr Radim.
Ačkoliv se v některých učebnicích hovoří o vypálení a vyvraždění celé vesnice, doklady z dobových pramenů hovoří pouze o zavraždění Slavníkovců. Tomu nasvědčuje i přes sto let trvající archeologický výzkum na Libici, při kterém nebyla nalezena významná spáleništní vrstva a který potvrdil, že hradiště plnilo svou funkci i po těchto událostech.
Slavníkovci žádali na tento den příměří kvůli oslavě, ale útočníci prohlásili, že je-li jejich svatým Václav, jejich svatým je Boleslav.
| „                       | Toho času kníže nemohl vládnouti sám sebou, ale vládli předáci. Tito obrátivše se v nenávistníky Boha, ničemných otců nejhorší synové vykonali velmi zlý a ničemný skutek. Neboť jednoho svátečního dne vnikli do hradu Libice, v němž bratří svatého Vojtěcha a hradští bojovníci všichni jako nevinné ovečky stáli při slavné mši svaté, slavíce svátek. Oni však jako draví vlci ztekli hradní zdi, muže a ženy do jednoho pobili, a sťavše čtyři bratry svatého Vojtěcha se vším potomstvem před samým oltářem, hrad zapálili, ulice krví zkropili, a obtíženi krvavým lupem a krutou kořistí, vesele se vrátili domů. | “ |
| — Kosmova kronika česká | |   |

## Pachatelé a motiv

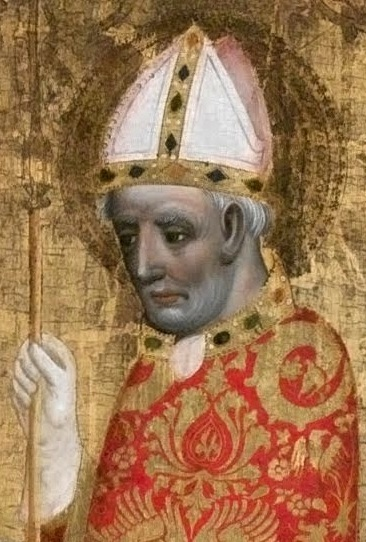
Akt přežili pouze nepřítomní Vojtěch (na obrázku), Soběslav a Radim.

Kdo byl konkrétně pachatelem nebo objednatelem nebo jaké byly jeho motivy, je předmětem různých hypotéz a dalšího bádání. Někdy se uvádí, že hlavní sílu útoku na slavníkovský hrad tvořili Vršovci, ale prokázané to není.
Motivem mohlo být bohatství Slavníkovců a jejich hradů Libice a Malín, ležících na obchodních koridorech do Slezska, na Moravu a do Malopolska. Mluví se také o zásobách stříbra nebo zlata těženého v okolí. Vládnoucím Přemyslovcům mohlo toto přílišné bohatství vadit. Roli tak hrálo jak jejich bohatství, tak i nepřátelství vůči nim.
Dalším motivem mohl možná být incident, při kterém Vojtěch jakožto pražský biskup poskytl na Pražském hradě církevní azyl cizoložnici a zastal se tak jí i cizoložníka, svého jáhna. Nepohodl se však přitom s nějakými bojovníky, patrně Vršovci, kteří církevní azyl nerespektovali a přes jeho naléhání ženu vyvlekli z kostela a přes nesouhlas jejího manžela jí před zraky Vojtěcha sťali hlavu. V závěru přepadení pak bylo vyhrožováno Slavníkovcům pomstou za to, že jejich člen Vojtěch bránil okamžitému trestu ženy. V rámci incidentu tak do hry vstupovala dvě práva. Církevní azyl zakódovaný v církevním právu nebyl respektován a v rámci tehdejšího zvykového rodového práva bylo vyhrožováno vendetou, krevní mstou, obvyklým způsobem tehdejšího řešení obdobných problémů. Panovník Boleslav II. pak této případné vendetě nedokázal zabránit, ačkoliv to bylo jeho úlohou, protože byl indisponován mozkovou mrtvicí a nebyl schopen vládnout.
Možným důvodem je i stupňující se napětí mezi Přemyslovci a piastovským Polskem, ke kterému došlo za vlády Boleslava II. Vztahy se vyostřily kvůli Měškovu sňatku s Odou, kterým došlo ke sblížení německých a polských území a také úspěšné snaze zabrat území, která ještě za Boleslava I. patřila Přemyslovcům (Červeňské hrady, Slezsko, Slovensko, Uhry). Přemyslovské území tak bylo de facto obklíčeno a muselo se dokonce spojit s pohanskými Lutici, což vedlo k dalšímu ochlazení vztahů. Motivací k vyvraždění rodu Slavníkovců tedy mohl být i strach, že polské vojsko vtrhne do Čech právě přes Slavníkovo území, které nebylo pod kontrolou českého knížete. 

## Etapa ve formování českého státu
Podle starších podání do devadesátých let 20. století byla tato událost jednoznačně považována za tu, při níž vznikl Český stát. Historik Jiří Sláma nyní uvádí, že ten už ale existoval a skutečným milníkem v jeho založení bylo zabití svatého Václava 28. září 935 ve Staré Boleslavi. Po něm následoval v Čechách převrat, který odstartoval vznik státu. Šlo tak spíše o jednu epizodu provázející jeho formování. Podobných incidentů se ale během tohoto utváření událo víc, jen o nich nejsou jiné než archeologické doklady. Historik Petr Charvát nicméně opakovaně tvrdil, že sjednotitel českého státu byl až Boleslav II.